# Revised Version

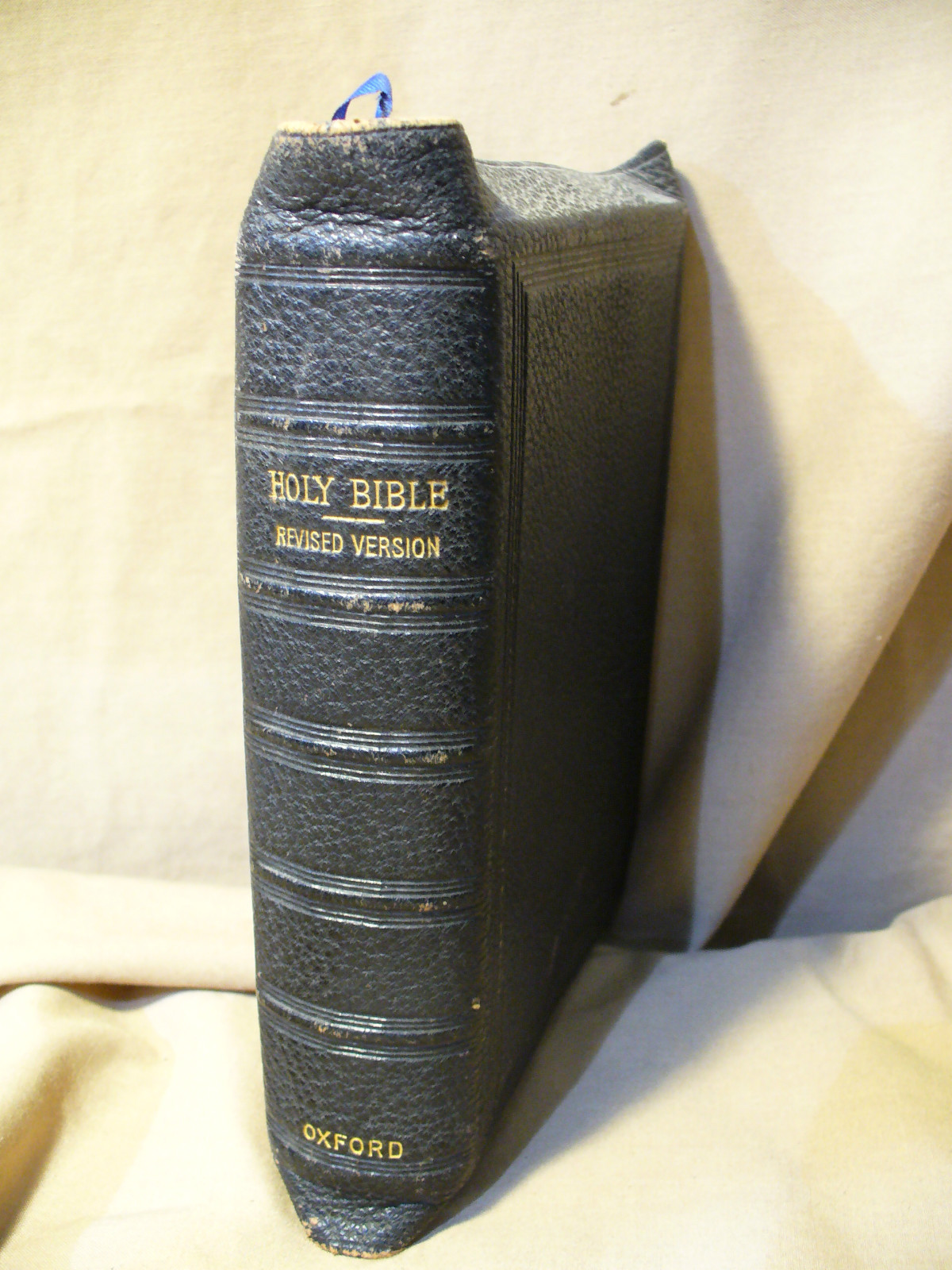
Bibelausgabe der Revised Version

Die Revised Version, bisweilen auch English Revised Version, abgekürzt RV, ist eine Revision der englischen King-James-Bibelübersetzung. Sie kam 1881–1895 in drei Teilen heraus. Die Revision geschah in mehreren Arbeitsgruppen mit zusammen ungefähr 50 Geistlichen und Gelehrten. Die King-James-Bibel von 1611, die offiziell auch Authorized Version (AV) genannt wird, wurde dabei zum ersten Mal nach 270 Jahren wieder überarbeitet. Es gab in zwei Punkten Überarbeitungsbedarf: Erstens war der griechische Text veraltet, der der alten King-James-Bibel zugrunde lag, zweitens sollte die Übersetzung von Fehlern, inzwischen unverständlichen Formulierungen und möglichen Missverständnissen befreit werden.

## Einsetzung der Revision und Prinzipien
Die neue Revision begann mit einer Synode der Provinz Canterbury im Februar 1870 und der Plan wurde in die beiden Häuser der Provinz eingebracht. Im Mai wurden zwei Berufungskommissionen für das Alte und das Neue Testament gebildet, die im Juni die Arbeit aufnahmen. Es wurde auch die Einbeziehung von amerikanischen Gelehrten beschlossen; daher wurden zwei weitere Gruppen in Amerika gebildet, um mit den zwei englischen Arbeitsgruppen zusammenzuarbeiten.
Der grundlegende Beschluss der Versammlung im Mai 1870 in Canterbury umfasste folgende Punkte:
1. Eine Revision der Authorised Version ist wünschenswert.
2. Die Revision soll bisherige alternative Übersetzungen aus den Randbemerkungen aufnehmen und nötige Verbesserungen einsetzen.
3. Eine neue Übersetzung oder eine Änderung der Sprache wird nicht angestrebt, außer wenn eine solche nach dem Urteil der besten Gelehrten nötig ist.
4. Bei solchen Änderungen soll dem bisherigen Stil eng gefolgt werden.
5. Die Synode soll ein Gremium eigener Leute einsetzen, um die Revision durchzuführen. Diese haben die Freiheit, jeden wichtigen Gelehrten, egal welcher Nationalität oder religiöser Zugehörigkeit, zur Mitarbeit einzuladen.

Die Prinzipien der Berufungskommission vom 25. Mai 1870 waren folgende:
1. So wenig wie möglich Änderungen am Text der Authorised Version vorzunehmen, jedoch texttreu zu bleiben.
2. Die Änderungen soweit möglich auf solche zu begrenzen, die der Authorised Version oder anderen früheren Ausgaben entsprechen.
3. Die Arbeitsgruppen sollen den Text zweimal durcharbeiten, einmal im Entwurf und dann für die Endfassung, und sollen dabei Abstimmungen ermöglichen.
4. Der Text soll der sein, für den die Beweise überwiegen, und im Fall von Abweichung von der AV soll die Änderung in den Randbemerkungen angezeigt werden.
5. In der Endfassung soll keine Änderung oder Beibehaltung im Text vorgenommen werden, für die keine Zweidrittelmehrheit der Anwesenden vorliegt. Die Entwurfsversion darf aber auf einer einfachen Mehrheit beruhen.
6. Bei allen umstrittenen Änderungsvorschlägen soll die Entscheidung auf das nächste Treffen verschoben werden, ebenso wenn ein Drittel der anwesenden Mitglieder dieses für erforderlich hält. Solche beabsichtigten Abstimmungen sollen für das nächste Treffen angekündigt werden.
7. Die Kapitelüberschriften, die Seitenüberschriften, die Abschnittseinteilung, Einsatz von Kursivschrift und Interpunktion sollen überarbeitet werden.
8. Von Seiten der Arbeitsgruppen sollen wenn wünschenswert Geistliche, Gelehrte und gebildete Männer zu ihren Meinungen befragt werden, seien es einheimische oder ausländische.

Die amerikanischen Arbeitsgruppen sandten ihre Vorschläge ein, die dann in die Überlegungen einflossen und über die abgestimmt wurde. Nicht aufgenommene Änderungsvorschläge der amerikanischen Gruppen sind am Ende des Alten und Neuen Testaments abgedruckt. Es gab eine Übereinkunft mit den Universitäten Oxford und Cambridge wegen der Urheberrechte, was eine Regelung für die Auslagen der Druckkosten einschloss. Das hatte den Vorteil, dass die Veröffentlichung von denselben Körperschaften geschah, die auch zuvor für die AV zuständig waren.

## Textgrundlage
Die alte Textgrundlage der Authorised Version beruhte für das Neue Testament noch auf den fehlerhaften Lesarten des Textus receptus der ersten griechischen Textausgaben, in einzelnen Fällen auf der lateinische Vulgata. Maßgeblich für den Ausgangstext waren vermutlich die späteren Ausgaben von Stephanus und Beza sowie die Complutensische Polyglotte. Unter den Gelehrten bestand schon lange Einigkeit, dass der Textus receptus (der überlieferte Text) eine sorgfältige Revision benötigte. In den Jahren vor der Revision kamen neue Textzeugen vom alexandrinischen Texttyp ans Licht. Der Bibeltext bekam eine ganz neue und breitere Basis. Die Publikation dieser Zeugen brachte nicht nur neue Textausgaben des Neuen Testaments mit sich, sondern auch intensive Diskussionen und neue Ansätze zu den Regeln zur Unterscheidung der Lesarten. Als Grundlage der Übersetzung war eine Revision des griechischen Textes nötig. Seit vielen Jahren waren Brooke Foss Westcott und Fenton John Anthony Hort mit der Vorbereitung einer neuen Textausgabe beschäftigt. Sie waren beide Mitglieder in den Arbeitsgruppen der Revision und brachten ihre Textvorschläge ein. Die Regel „Der Text, für den die Beweise überwiegen“ ermöglichte es, den dokumentierten Beweisen zu folgen, ohne einer speziellen gedruckten Textausgabe folgen zu müssen, und daher die besten Ressourcen für textkritische Entscheidungen zu nützen.
An den Entscheidungen waren verschiedene Richtungen beteiligt: Ein Teil wollte den Textus receptus als Grundlage beibehalten, ein Teil wollte die kürzere Textfassung entsprechend dem alexandrinischen Texttyp, wie er im Codex Sinaiticus und im Codex Vaticanus zu finden ist. Die Arbeitsgruppen diskutierten und entschieden in den ersten Schritten über die Textgrundlage. Es war von jeder Seite möglich, eine volle Diskussion über jede Lesart einzufordern, und diese Möglichkeiten wurden umfangreich genutzt. Die Lesarten wurden nach Regel 5 in der ersten Phase mit einfacher Mehrheit beschlossen, dann in der zweiten Phase noch einmal besprochen und mit Zweidrittelmehrheit übernommen oder verworfen. An vielen Stellen konnte jedoch keine eindeutige Entscheidung zugunsten einer Lesart unter vollkommenem Ausschluss der anderen getroffen werden. Diese Stellen wurden in die Randnotizen aufgenommen. Es wurde vermerkt: „some ancient authorities“ oder „many ancient authorities“, um die Breite der Unterstützung anzuzeigen, und „authorities“ umfasste dabei nicht nur griechische Textzeugen, sondern auch die alten Übersetzungen und die Kirchenväter. Es war aber nicht ausreichend, sie im Randtext zu vermerken, daher wurde der zugrunde liegende Text auch komplett in einer Textausgabe gedruckt.
Für das Alte Testament blieb es beim masoretischen Text als Grundlage, an einzelnen Stellen ergänzt durch die Septuaginta. Die Apokryphen konnten durch die Einbeziehung zusätzlicher Handschriften ergänzt und verbessert werden.

## Besonderheiten der Übersetzung
Die Grundregel für die Revision war, so wenig wie möglich Änderungen gegenüber der AV einzuführen. Die Aufgabe war eine Revision, nicht eine Neuübersetzung. Änderungen geschahen in fünf Kategorien:
1. Änderungen, die durch die geänderte Textgrundlage nötig wurden.
2. Änderungen an Stellen, wo die AV inkorrekt erschien oder wo in Zweifelsfällen die weniger wahrscheinliche Wiedergabe gewählt worden war.
3. Änderungen von unklaren oder mehrdeutigen Wiedergaben in solche, die klar und deutlich sind.
4. Änderungen, wo die AV in ähnlichen oder parallelen Passagen uneinheitlich vorgegangen war. Dies betraf die Parallelstellen der Evangelien, aber auch im Alten Testament wurden gleiche Formulierungen durch gleiche Übersetzung vereinheitlicht.
5. Änderungen, die nach der Regel der Texttreue nicht nötig gewesen wären, z. B. zur Vermeidung von unerwünschten Alliterationen oder Wortdoppelungen.

In der Sprache wurde auf die Beseitigung von Archaismen weitgehend verzichtet, auch auf Änderungen der eigentümlichen Wortfolge der AV. Zitate aus den poetischen Büchern wurden in metrischer Form gesetzt, ebenso die Hymnen im Lukasevangelium. Die Interpunktion wurde verstärkt, indem mehr und stärkere Satzzeichen eingesetzt wurden, um die Verlesung zu unterstützen (heavier system of stopping). Insgesamt wurde die Übersetzung textnäher, verlor jedoch einen Teil der vorherigen sprachlichen Ausdruckskraft. Die altertümlich wirkenden Personalpronomen wie thy und thee blieben bestehen.

## Apokryphen
Nach Abschluss des NT arbeiteten die Mitglieder der Arbeitsgruppen bis 1895 an den Apokryphen weiter, jedoch waren die amerikanischen Arbeitsgruppen daran nicht mehr beteiligt. Die Gruppe wurde aufgeteilt in drei Komitees in London, Westminster und Cambridge, die jeweils verschiedene Bücher bearbeiteten. Die Rohfassungen wurden den anderen Gruppen vorgelegt. Abweichend vom Alten und Neuen Testament wurden bei den Apokryphen die Entscheidungen mit einfacher Mehrheit getroffen.

## Amerikanische Ausgabe
Nach Fertigstellung der Revised Version arbeiteten die amerikanischen Arbeitsgruppen weiter an der Verbesserung des Textes und brachten 1901 die American Standard Version (ASV) heraus, die auch American Revised Version oder Standard American Edition genannt wird. Sie entspricht weitgehend der RV, jedoch sind die von den amerikanischen Arbeitsgruppen gemachten, aber in der RV nicht übernommenen und in den Anhang gesetzten Vorschläge in den offiziellen Text gesetzt worden. Im Alten Testament wird abweichend von der AV und RV Jehovah anstelle der Wiedergabe LORD in Kapitälchen für den Gottesnamen verwendet. Daneben wurde die Grammatik und die Rechtschreibung etwas modernisiert, das System der verstärkten Satzzeichen wurde wieder rückgängig gemacht.